# Eleição municipal do Crato em 1992
A eleição municipal de 1992 no Crato aconteceu em 3 de outubro de 1992, com o objetivo de eleger prefeito e vice-prefeito da cidade e membros da Câmara de Vereadores.
O prefeito titular era Zé Adega, do PDT. Três candidatos concorreram à prefeitura do Crato. Antônio Primo de Brito, do PSDB,  foi eleito com 53,99% dos votos.

## Candidatos
Nota: a tabela a seguir está organizada por ordem alfabética de candidatos.
| Prefeito(a)            | Prefeito(a) | Prefeito(a) | Vice-prefeito(a)          | Coligação                 | Nº |
| Candidato(a)           | Partido     | Partido     | Candidato(a)              | Coligação                 | Nº |
| ---------------------- | ----------- | ----------- | ------------------------- | ------------------------- | -- |
| Antônio Primo de Brito |             | PSDB        | José Humberto de Mendonça | (PSDB /PDT)               | 45 |
| Luiz Jairo Sampaio     |             | PTR         | Sem Informações           | (PTR / PDC)               | 28 |
| Raimundo Bezerra       |             | PMDB        | Sem Informações           | (PMDB / PT / PSB / PCdoB) | 15 |

## Resultados

### Prefeito
| Partido | Partido | Candidato          | Votos  | Votos (%) |
| ------- | ------- | ------------------ | ------ | --------- |
|         | PSDB    | Antônio Brito      | 20 717 | 53,99%    |
|         | PTR     | Luiz Jairo Sampaio | 11 728 | 30,56%    |
|         | PMDB    | Raimundo Bezerra   | 5 927  | 15,45%    |
| Totais  | Totais  | Totais             | 38 372 |           |
| Fonte:  |         |                    |        |           |

### Vereadores eleitos
| Candidato(a)              | Partido | Votação |
| Candidato(a)              | Partido | Total   |
| ------------------------- | ------- | ------- |
| Antônio Leite             | PSDB    | 931     |
| Edmilson Ferreira         | PSDB    | 823     |
| Darcio Luiz               | PSDB    | 639     |
| Ribamar Sampaio           | PTR     | 621     |
| Edvardo Ribeiro           | PRN     | 614     |
| Aluísio Brasil            | PDC     | 606     |
| Ailton Esmeraldo          | PDC     | 597     |
| Paulo Gomes               | PDC     | 587     |
| Claudio Esmeraldo         | PSDB    | 540     |
| Maria Luísa Alencar       | PSDB    | 531     |
| Honorato Rodrigues        | PRN     | 528     |
| Gilson Alves              | PL      | 527     |
| Francisco Tavares         | PL      | 369     |
| Edna Ferreira             | PMDB    | 364     |
| Laercio Sousa             | PMDB    | 228     |
| Florisval Coriolano       | PDT     | 308     |
| Luiz Limaverde            | PSDB    | 512     |
| Francisco Teles           | PDC     | 529     |
| Hildo Morais              | PL      | 502     |
| Francisco de Assis Aguiar | PSDB    | 477     |